# Kirill Skatsjkov
Kirill Sergejevitsj Skatsjkov (Russisch: Кирилл Сергеевич Скачков, Novokoeznetsk, 6 augustus 1987) is een Russisch professioneel tafeltennisser. Hij speelt rechtshandig met de shakehandgreep.
Hij nam namens zijn land deel aan de Olympische Zomerspelen 2012 en onder neutrale vlag aan de Olympische Zomerspelen 2020 maar won geen medailles.

## Belangrijkste resultaten
- Zilver in de dubbel op de Europese kampioenschappen 2011 met Aleksandr Sjibajev.
- Zilver met het team op de Europese kampioenschappen 2021.
- Brons met het team op de Europese kampioenschappen 2013.
- Brons in de dubbel op de Europese kampioenschappen 2015 met Aleksandr Sjibajev.